# IC 4291
IC 4291 је расијано звјездано јато у сазвјежђу Кентаур које се налази на листи објеката дубоког неба у Индекс каталогу.
Деклинација објекта је - 62° 5' 35" а ректасцензија 13h 36m 56,3s. Привидна величина (магнитуда) објекта IC 4291 износи 9,7. IC 4291 је још познат и под ознакама ESO 132-SC15.